# Japon-Nouvelle-Zélande en rugby à XV
Cet article retrace les confrontations entre l'équipe du Japon et l'équipe de Nouvelle-Zélande en rugby à XV. Les deux équipes se sont affrontées à quatre reprises dont deux fois en Coupe du monde. Les All Blacks ont remporté les cinq rencontres.

## Historique

### Tests matches entre le Japon et des sélections néo-zélandaises
Avant les premières rencontres officielles entre l'équipe du Japon et les All Blacks, le Japon avait joué plusieurs tests matchs contre des sélections nationales néo-zélandaises, dont aucun n'est toutefois considéré par la fédération néo-zélandaise comme un match de son équipe nationale senior.
Le Japon à premièrement rencontré les Junior All Blacks (en) entre 1958 et 1974, une sélection de néo-zélandais de moins de 23 ans, contenant toutefois de nombreux futurs All Blacks, comme le légendaire capitaine Wilson Whineray, présente au Japon en 1958. C'est sous ce nom que la Nouvelle-Zélande connait sa seule défaite contre le Japon en 1968.
Dans les années 1980 le Japon rencontre une formation "B" de la Nouvelle-Zélande, qui prendra par la suite le nom de Junior All Blacks (en), qui contrairement à la précédente équipe du même nom n'implique pas de limite d'âge. Si entre-temps le Japon a déjà joué un match contre l'équipe senior de Nouvelle-Zélande, il continue à jouer des matchs contre les Junior, ou encore contre les Classic All Blacks (en), une sélection d'ancien All Blacks.

### Premières rencontres officielles
Les équipes du Japon et de Nouvelle-Zélande s'affrontent pour la première fois de leur histoire lors du match de poule C de la Coupe du monde 1995 en Afrique du Sud. Les All Blacks signent alors un record en surclassant les Japonais sur le score de 145 à 17 avec 21 essais inscrits et 45 points pour l'ouvreur néo-zélandais Simon Culhane : c'est le plus grand nombre de points inscrits par une équipe, toutes compétitions confondues. La seconde confrontation survient 16 ans après lors de la Coupe du monde 2011 qui a lieu en Nouvelle-Zélande. Le résultat n'est pas bien différent puisque les All Blacks battent de nouveau largement les Japonais 83 à 7, marquant treize essais. Lors de la troisième rencontre disputée deux ans plus tard le 2 novembre 2013, les All Blacks dominent encore largement les Japonais avec une victoire 54 à 6 et huit essais marqués.

## Les confrontations
| No | Date              | Lieu                                              | Match                    | Score    | Compétition              |
| -- | ----------------- | ------------------------------------------------- | ------------------------ | -------- | ------------------------ |
| 1  | 4 juin 1995       | Free State Stadium, Bloemfontein — Afrique du Sud | Nouvelle-Zélande – Japon | 145 – 17 | Coupe du monde (poule C) |
| 2  | 16 septembre 2011 | Waikato Stadium, Hamilton — Nouvelle-Zélande      | Nouvelle-Zélande – Japon | 83 – 7   | Coupe du monde (poule A) |
| 3  | 2 novembre 2013   | Chichibunomiya Rugby Stadium, Tokyo — Japon       | Japon – Nouvelle-Zélande | 6 – 54   | Test match               |
| 4  | 3 novembre 2018   | Chichibunomiya Rugby Stadium, Tokyo — Japon       | Japon – Nouvelle-Zélande | 31 – 69  | Test match               |
| 5  | 29 octobre 2022   | Stade national, Tokyo — Japon                     | Japon – Nouvelle-Zélande | 31 – 38  | Test match               |

### Confrontations non-officielles
| No | Date              | Lieu                                             | Match                         | Score   | Compétition                    |
| -- | ----------------- | ------------------------------------------------ | ----------------------------- | ------- | ------------------------------ |
| —  | 2 mars 1958       | Heiwadai Stadium (en), Fukuoka — Japon           | Japon – Junior All Blacks     | 3 – 34  | Test match                     |
| —  | 9 mars 1958       | Hanazono Rugby Stadium, Osaka — Japon            | Japon – Junior All Blacks     | 3 – 34  | Test match                     |
| —  | 23 mars 1958      | Chichibunomiya Rugby Stadium, Tokyo — Japon      | Japon – Junior All Blacks     | 3 – 56  | Test match                     |
| —  | 3 juin 1968       | Athletic Park, Wellington — Nouvelle-Zélande     | Junior All Blacks – Japon     | 19 – 23 | Test match                     |
| —  | 19 mai 1974       | Eden Park, Auckland — Nouvelle-Zélande           | Junior All Blacks – Japon     | 55 – 31 | Test match                     |
| —  | 25 octobre 1987   | Hanazono Rugby Stadium, Osaka — Japon            | Japon – Nouvelle-Zélande XV   | 0 – 74  | Test match                     |
| —  | 1er novembre 1987 | Stade olympique national, Tokyo — Japon          | Japon – Nouvelle-Zélande XV   | 4 – 106 | Test match                     |
| —  | 24 juin 2006      | Carisbrook, Dunedin — Nouvelle-Zélande           | Junior All Blacks – Japon     | 38 – 8  | Coupe des nations du Pacifique |
| —  | 9 mai 2007        | Stade du Mémorial de l'Universiade, Kobe — Japon | Japon XV – Classic All Blacks | 26 – 35 | Match amical                   |
| —  | 12 mai 2007       | Chichibunomiya Rugby Stadium, Tokyo — Japon      | Japon XV – Classic All Blacks | 6 – 36  | Match amical                   |
| —  | 24 juin 2007      | Chichibunomiya Rugby Stadium, Tokyo — Japon      | Japon – Junior All Blacks     | 3 – 51  | Coupe des nations du Pacifique |
| —  | 31 mai 2008       | Stade olympique national, Tokyo — Japon          | Japon XV – Classic All Blacks | 13 – 15 | Match amical                   |
| —  | 23 juin 2009      | Churchill Park, Lautoka — Fidji                  | Japon – Junior All Blacks     | 21 – 52 | Coupe des nations du Pacifique |
| —  | 8 juillet 2023    | Chichibunomiya Rugby Stadium, Tokyo — Japon      | Japon XV – All Blacks XV      | 6 – 38  | Match amical                   |
| —  | 15 juillet 2023   | Stade Egao Kenkō, Kumamoto — Japon               | Japon XV – All Blacks XV      | 27 – 41 | Match amical                   |